# Jolanta Blažytė
Jolanta Blažytė (* 1. Mai 1965 in Kaunas) ist eine litauische Managerin und Unternehmerin, Vorstandsvorsitzende und Aktionär des litauischen Konzerns UAB „Vikonda“ und (Stand Juni 2013) reichste litauische Frau. Nach Angaben der Wochenschrift „Ekonomika.lt“ beträgt ihr Vermögen 250 Mio. Lt (72,4 Mio. Euro).

## Leben
Beide Eltern von Blažytė waren Ingenieure. Ihr Vater war Bauingenieur. Ihre Mutter leitete ein Restaurant in Kaunas.
Nach dem Abitur an der Mittelschule absolvierte Blažytė das Diplomstudium des Bauingenieurwesens am Kauno politechnikos institutas. Sie hatte ein Studentenpraktikum in Leningrad (Russland). Nach dem Studium arbeitete Blažytė beim Gasbaubetrieb „Kauno dujotiekio statyba“, wo sie ihren späteren Mann kennenlernte. Sie wurde Handelsdirektorin beim Konzern Vikonda.
Blažytė ist verheiratet. Ihr Mann ist Viktor Uspaskich (* 1959), Politiker, ehemaliger Wirtschaftsminister. Sie haben die Töchter Laura und Justė. Sie lebt in Kėdainiai.